# Brjanski Awtomobilny Sawod

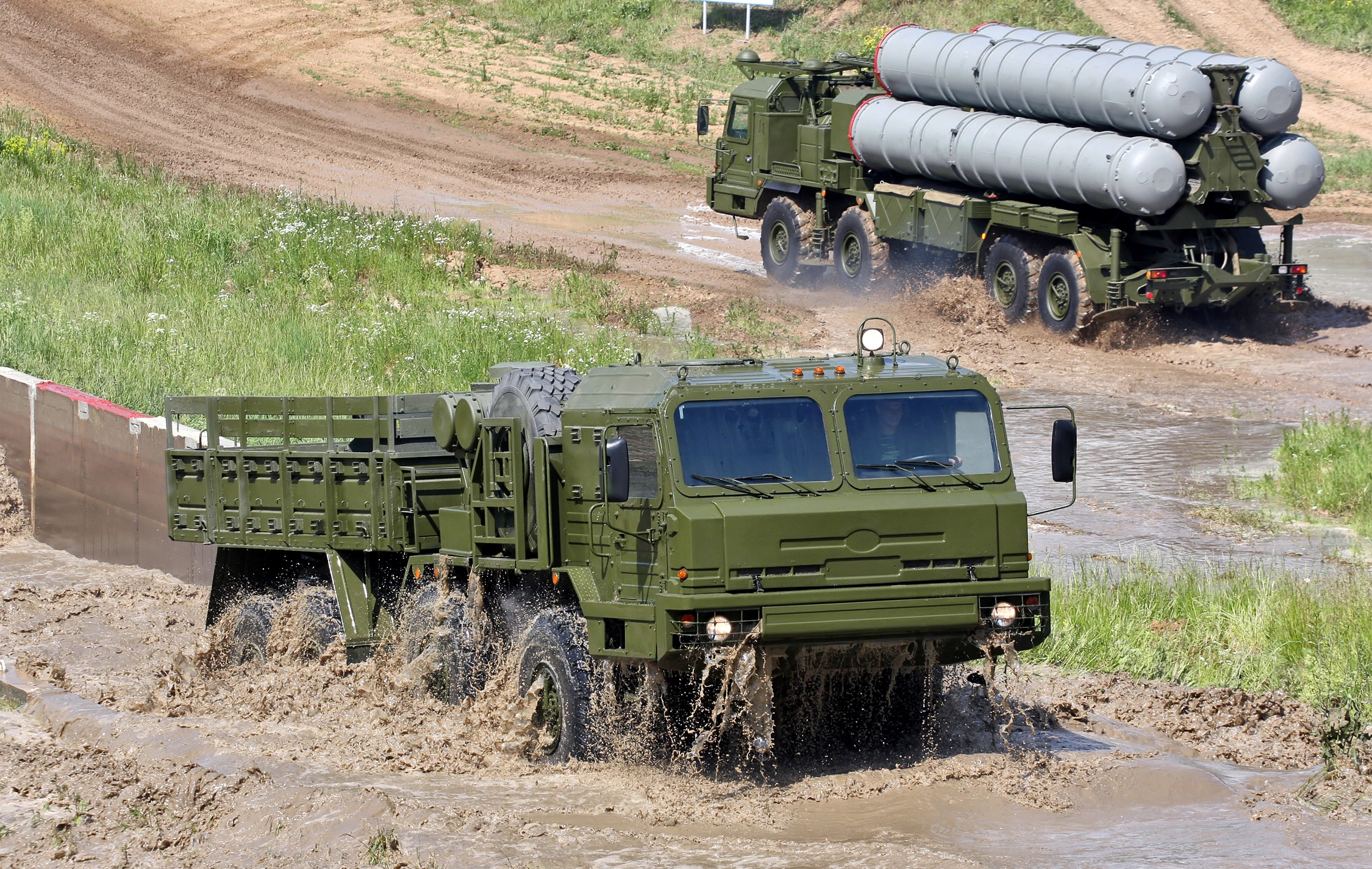
Militärfahrzeuge von BAZ aus aktueller Produktion

Das Brjanski Awtomobilny Sawod, russisch Брянский автомобильный завод, kurz auch BAZ, deutsch Brjansker Automobilwerk, ist ein russischer Nutzfahrzeughersteller mit Sitz in der Stadt Brjansk. BAZ ist eine Tochter des russischen Rüstungskonzerns Almas-Antei. Nicht zu verwechseln ist das Unternehmen mit dem Borispolsker Autowerk (russisch Бориспольский автозавод), einem 2002 gegründeten ukrainischen Hersteller von Autobussen, der international ebenfalls unter dem Kürzel BAZ agiert.

## Geschichte

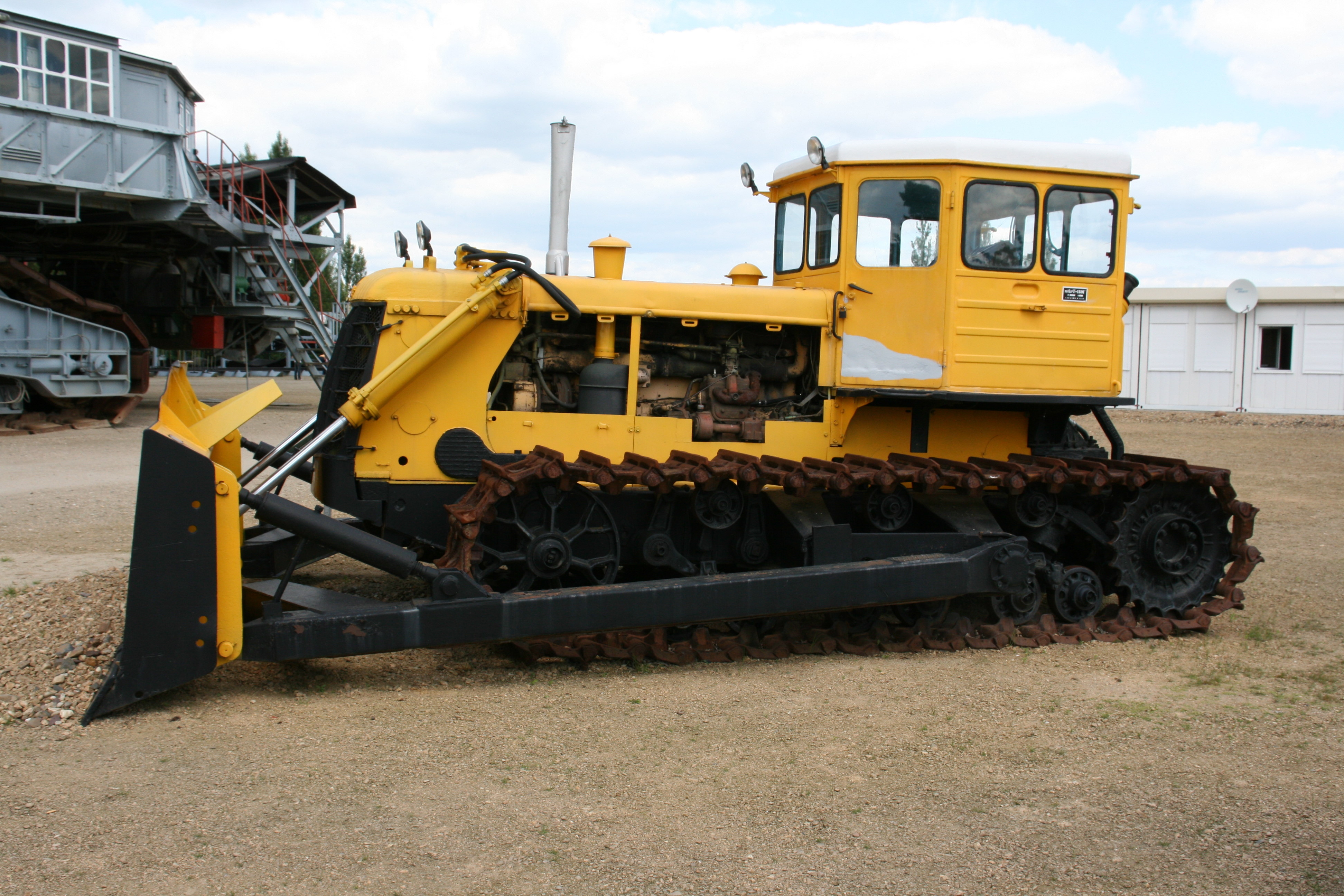
Eine T-180-Planierraupe von 1976 in Deutschland (2010)

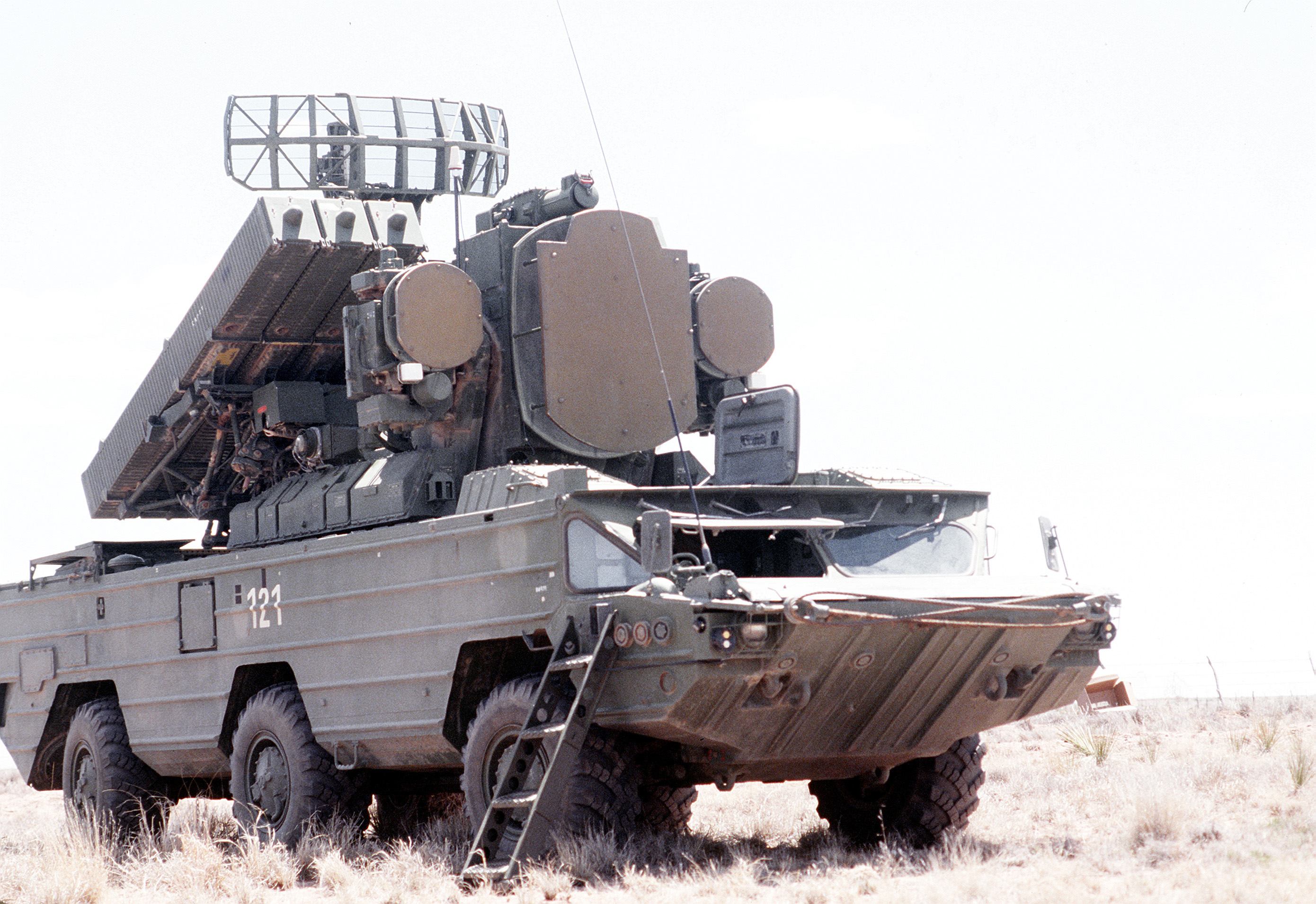
Ein BAZ-5937 des Osa-Flugabwehrraketensystems

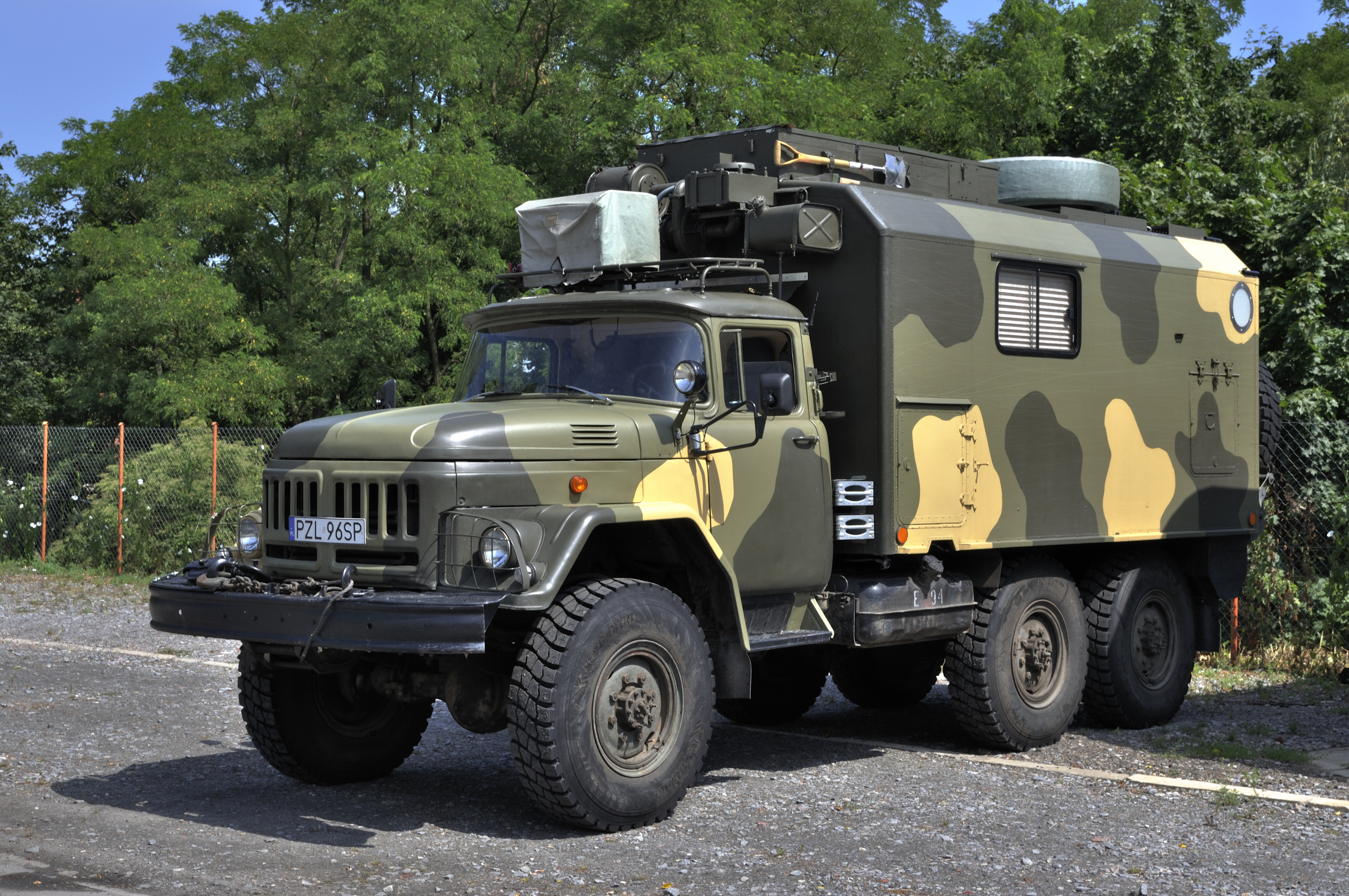
ZIL-131, für den Komponenten im Brjansker Werk hergestellt wurden

Das Unternehmen wurde im Juni 1958 als Zweigwerk des Fahrzeugbauers Sawod imeni Lichatschowa gegründet. Zunächst war geplant, an ein bestehendes Stahlwerk eine Werkzeugproduktion anzuschließen. Jedoch wurden bereits Anfang der 1960er-Jahre Komponenten für den BTR-152 sowie verschiedene Amphibienfahrzeuge wie den ZIS-485 gefertigt. Ab 1958 wurden auch verschiedene schwere Kettenraupen entwickelt und produziert. So war der Kettentraktor T-180, welcher in verschiedene Länder, unter anderem auch in die DDR, exportiert wurde, eine der ersten Eigenentwicklungen des Werks. In Spitzenzeiten wurden bis zu 1400 dieser Maschinen pro Jahr produziert.
Ebenfalls in der ersten Hälfte der 1960er-Jahre erhielt das Unternehmen einen umfangreichen Staatsauftrag zur Produktion von schweren geländegängigen Lastkraftwagen. Diese waren hauptsächlich für das Militär als mobile Raketenabschussrampen konzipiert. Von der Entwicklung bis zur Serienproduktion wurden alle Aufgaben von BAZ übernommen. Bekanntestes Produkt aus dieser Zeit ist der ZIL-135, welcher zwar noch bei ZIL entwickelt worden war, jedoch bis auf einige Prototypen bereits komplett bei BAZ gefertigt wurde. Weitere, vor allem militärisch genutzte Fahrzeuge, die bei BAZ produziert wurden, waren u. a.:
Die Modellserie BAZ-5937/5938/5939. Sie fand weltweite Verbreitung als Basis- und Nachladefahrzeug des Osa-Flugabwehrraketensystems. Die hohe Geländegängigkeit und Amphibienfähigkeit machte dieses System einzigartig in den 1970er-Jahren.
Die Modelle BAZ-5921/BAZ-5922 (ab 1974) dienten als Basis- bzw. Versorgungsfahrzeuge für den taktischen Boden-Boden-Raketenkomplex 9K79 Totschka, welcher in einer Reihe von Warschauer-Pakt-Armeen eingesetzt war. Das Kurzstreckenraketensystem R-400 Oka basierte auf dem vierachsigen Derivat BAZ-6944/6950.
Ab 1967 wurden zusätzlich Teile wie Achsen, Getriebe und Winden für den in Masse produzierten ZIL-131 hergestellt.
Anfang der 1980er Jahre wurde auf politischer Ebene beschlossen, Produktionskapazitäten für bis zu 165.000 kleinere Dieselmotoren pro Jahr im Brjansker Automobilwerk zu schaffen. Diese sollten in diversen Maschinen und Fahrzeugen aus sowjetischer Produktion verwendet werden. Inwiefern und wie weit dieses Unternehmen umgesetzt wurde, ist nicht bekannt. Fakt ist, dass bei BAZ heute keine Motoren mehr produziert werden.
Ab 1990 gab es Bestrebungen, eine umfangreiche Produktion von Kleintransportern bei BAZ einzurichten. 1994 verfügte man schließlich über die Kapazitäten, um etwa 2000 Transporter pro Jahr produzieren zu können, jedoch brach nach Auflösung des RGW der Absatzmarkt für Fahrzeuge aus russischer Produktion weitgehend zusammen. Zudem war die Konkurrenzfähigkeit mit ausländischen Fabrikaten zu bezweifeln.
Nachdem von 1994 bis 1996 lediglich 157 Fahrzeuge der Typen BAZ-3782 und BAZ-3783 verkauft werden konnten, wurde die Produktlinie gänzlich eingestellt. Das Automobilwerk, welches noch wenige Jahre zuvor etwa 18.000 Mitarbeiter beschäftigte, stellte den Betrieb nahezu komplett ein.

## Aktuelle Produktion
Die massiven wirtschaftlichen Probleme der 1990er-Jahre zwangen das Werk, sich auf seine Kernkompetenz, den Bau von schweren geländegängigen Lastkraftwagen, zu spezialisieren. Erstes neues Modell war der BAZ-6909, welcher in der zweiten Hälfte der 1990er-Jahre in Serie ging. Heute stellt das Werk hauptsächlich Fahrgestelle ohne Aufbauten her. Zum einen werden Unterwagen für schwere Automobilkräne gebaut, zum anderen Fahrzeuge für Spezialaufbauten. Diese Modelle verfügen in aller Regel über Allradantrieb, sind sehr geländegängig und rangieren in einem Bereich der Nutzlast zwischen 14 und 40 Tonnen. Laut eigener Aussage ist BAZ auf diesem Gebiet Marktführer in Russland. Die LKW werden sowohl ans Militär als auch an zivile Kunden, z. B. die Ölindustrie, verkauft. Gerade das russische Militär stellt sich als guter Kunde dar, da im Zuge der Modernisierung der Streitkräfte ältere Militärlastkraftwagen aus belarussischer Produktion ausgemustert werden und entsprechend heimische Fabrikate bevorzugt werden. Vor allem als Transport- und Startfahrzeuge für Raketen oder Basisfahrzeuge für Radarantennen finden die aktuellen Fahrzeuge breite Verwendung.

Im aktuellen Programm des Herstellers befinden sich:
Kranunterwagen
- KSch-8973 für 100-Tonnen-Mobilkräne
- BAZ-8027 für 32-Tonnen-Mobilkräne

Geländegänge Lastwagen
- BAZ-64031 (8×8) bis 24 Tonnen zulässiges Gesamtgewicht
- BAZ-6403 (8×8) Sattelzugmaschine bis 90 Tonnen zulässiges Gesamtgewicht des Sattelzugs
- BAZ-64022 (6×6) Sattelzugmaschine bis 50,6 Tonnen zulässiges Gesamtgewicht des Sattelzugs
- BAZ-69099 (12×12) bis 64,3 Tonnen zulässiges Gesamtgewicht
- BAZ-69096 (10×8) bis 54,3 Tonnen zulässiges Gesamtgewicht
- BAZ-690902 (8×8) bis 39 Tonnen zulässiges Gesamtgewicht
- BAZ-6909.8 (8×8) bis 42 Tonnen zulässiges Gesamtgewicht
- BAZ-69095 (6×6) bis 30 Tonnen zulässiges Gesamtgewicht

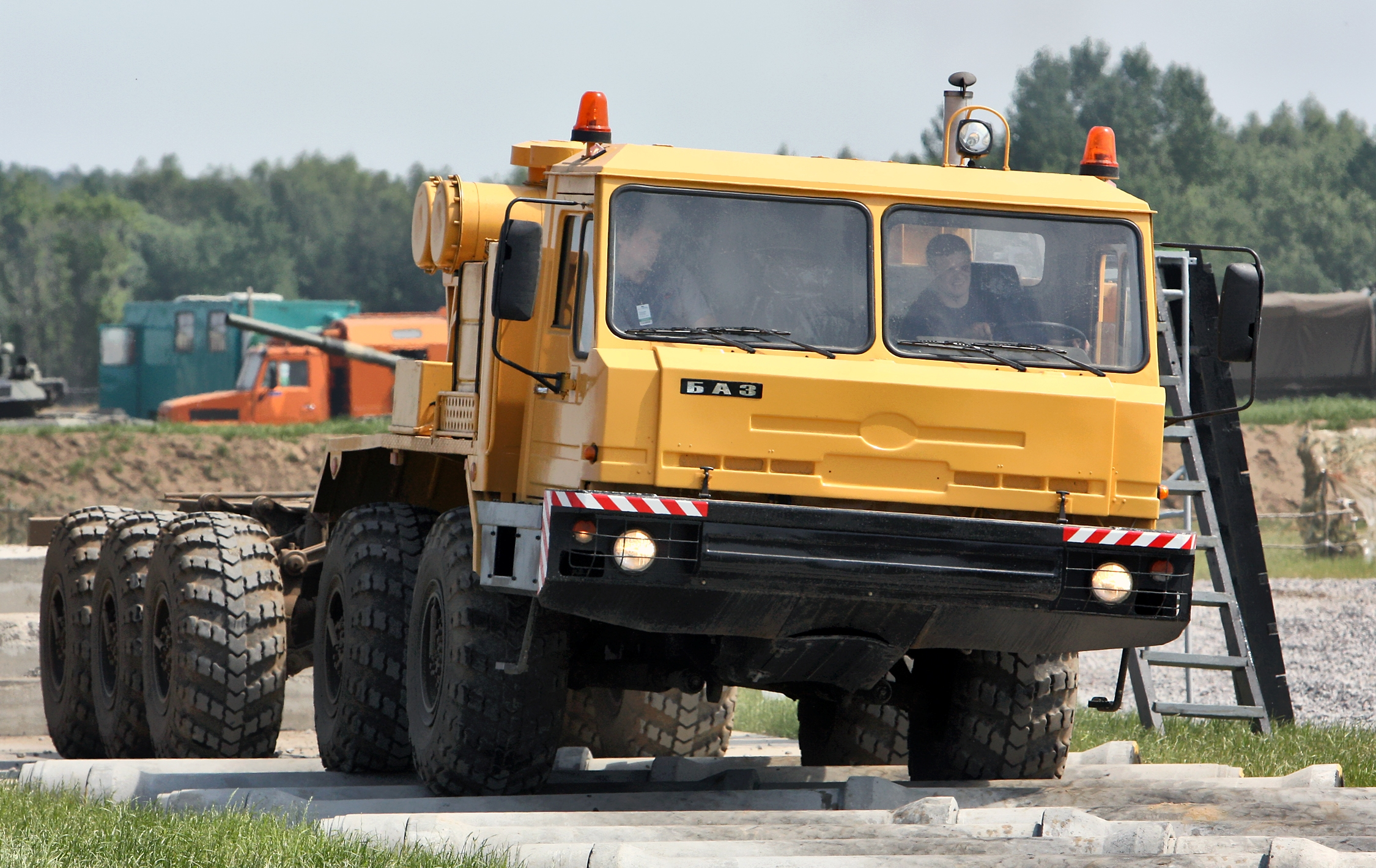
BAZ-69096 aus aktueller Produktion
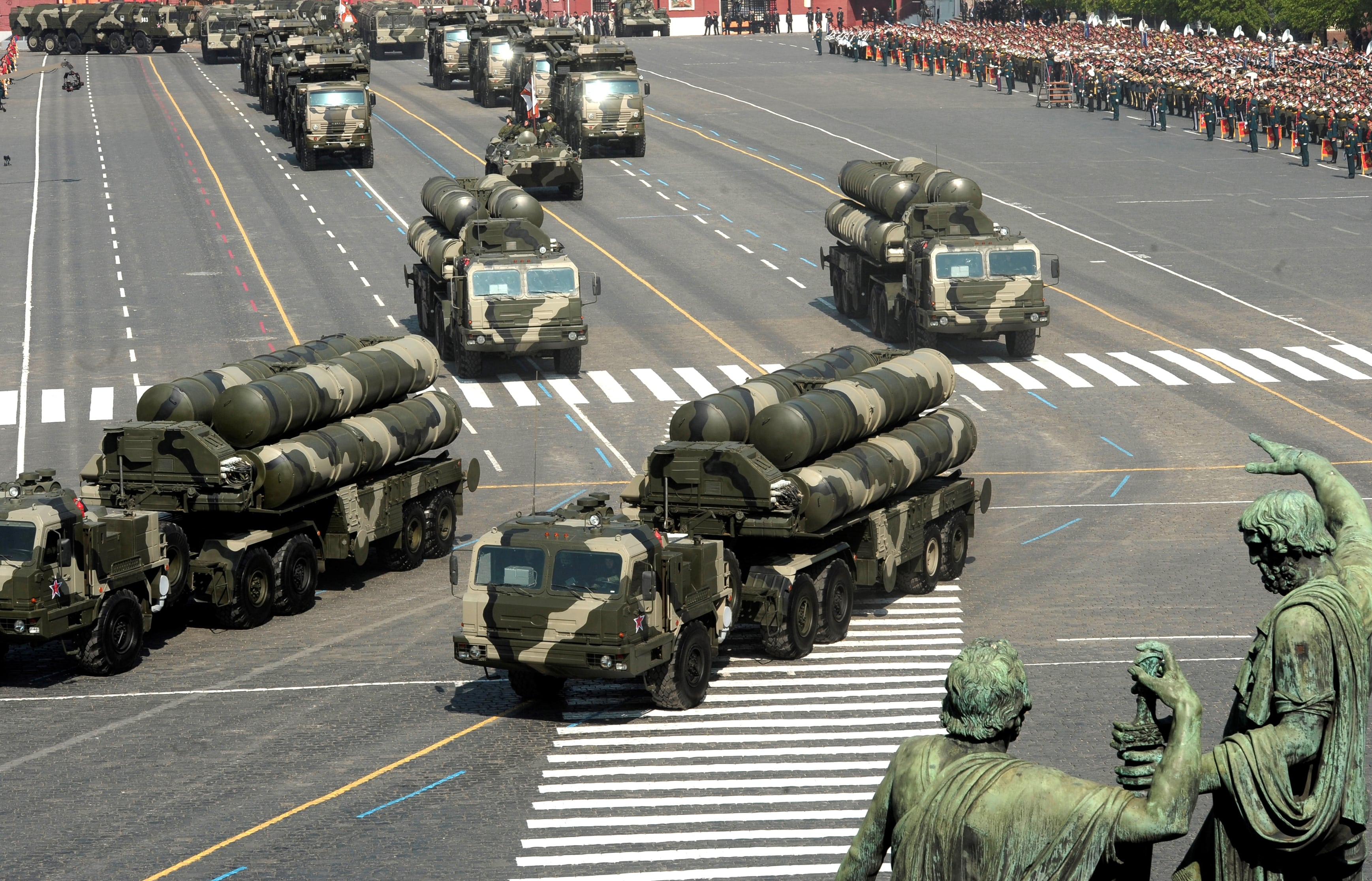
BAZ-64022-Zugmaschinen des S-400-Flugabwehrraketensystems
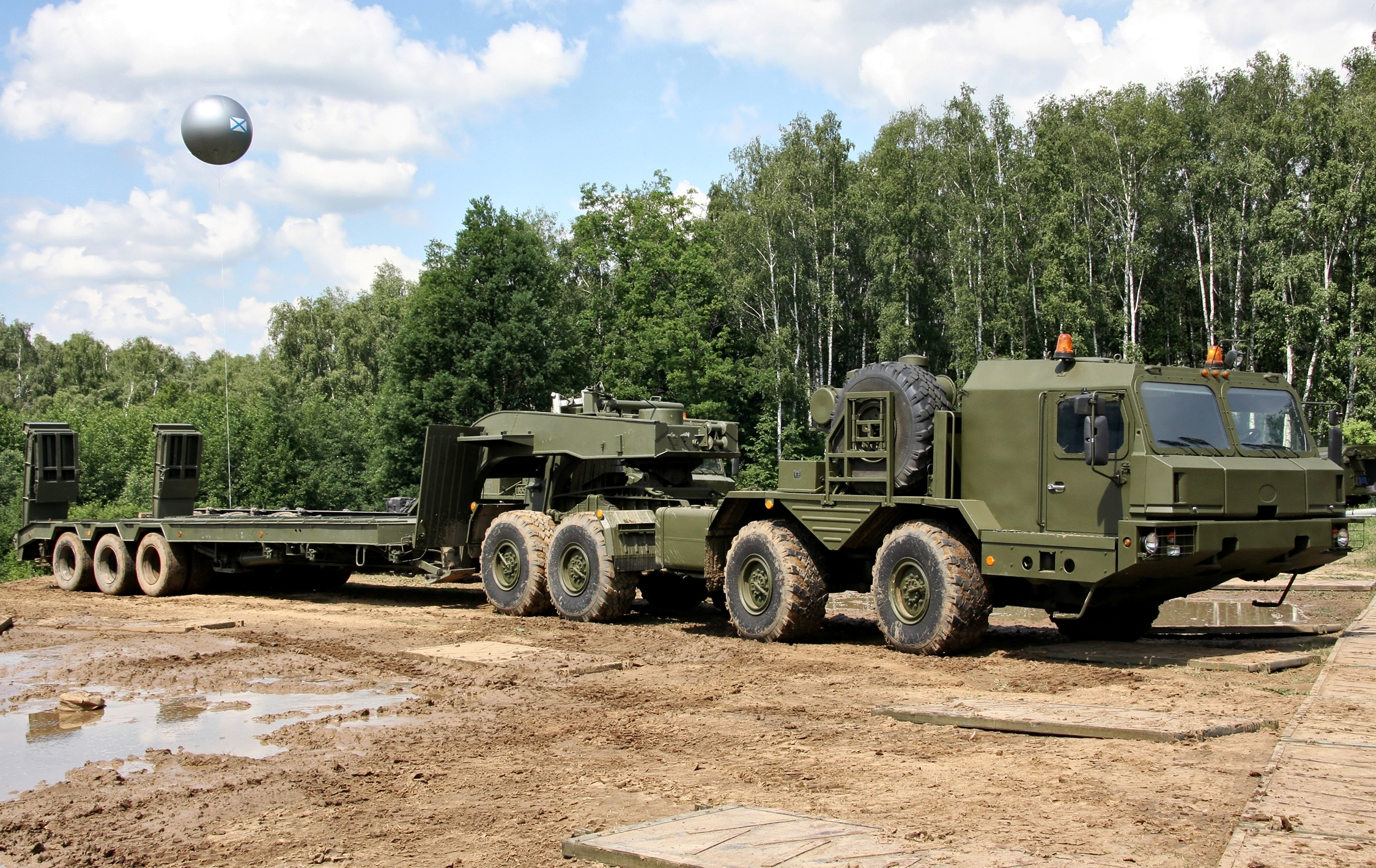
BAZ-6403.01-Sattelzugmaschine